# Eugênio de Castro (Rio Grande do Sul)
Eugénio de Castro, scris cu un é , este un poet portughez.
Eugênio de Castro  este un oraș în Rio Grande do Sul (RS), Brazilia.